# الدوري الجنوبي لكرة القدم 1920–21
الدوري الجنوبي لكرة القدم 1920–21 (بالإنجليزية: 1920–21 Southern Football League)‏ هو موسم من الدوري الجنوبي الممتاز. فاز فيه برايتون أند هوف ألبيون.